# Таха Ясин Рамадан
Таха Ясин Рамадан аль-Джизрауи (22 февраля 1938 — 20 марта 2007; араб. طه ياسين رمضان الجزراوي‎) — иракский политический и государственный деятель, бывший вице-президент Ирака, член Совета революционного командования Ирака. После падения режима Саддама Хусейна арестован, обвинен в смерти 148 человек в селении Эд-Дуджейль и казнён.

## Биография
Родился в Джазре, пригороде Мосула, 22 февраля 1938 года, в семье фермеров, по национальности курд. 
В 1958 год окончил военную академию в Багдаде и стал банковским клерком. В 1956 году он вступил в партию Баас, где сблизился с Саддамом Хусейном, оказывая ему помощь в создании партийной милиции. Этой структурой Таха командовал несколько лет. После переворота, организованного бааситами в 1963 году стал членом Совета революционного командования Ирака. В 1970 году он возглавил революционный суд, казнив 44 офицеров, обвиняемых в заговоре с целью свержения режима. В июле 1979 года на специально созванном заседании партии Баас, Таха Ясин Рамадан заявил, что существует заговор против Саддама Хусейна, из 55 членов партии 22 были казнены. В то время он возглавлял Народную армию, которая была распущена в 1991 году, когда Саддам назначил его вице-президентом Ирака. Таха носил прозвище «Кулаки Саддама» и считался одним из самых жестоких представителей иракского режима. Иракские эмигранты обвиняли его в преступлениях против человечества в связи с его ролью в подавлении восстания шиитов на юге Ирака в 1991 году и за участие в убийстве тысяч курдов на севере страны в 1988. Он пережил ряд покушений, в том числе два в 1997 году и одно в 1999 году.

## Иракская война

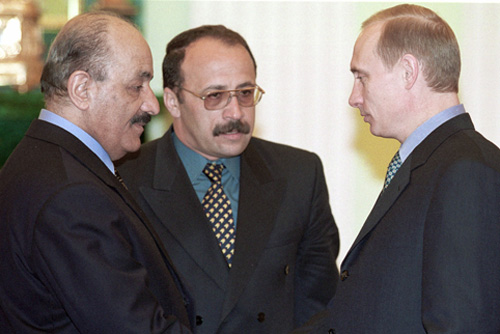
Таха Ясин Рамадан, переводчик Аббас Халаф и Владимир Путин, 2001 год

После вторжения в 2003 году войск антииракской коалиции в Ирак, Таха Ясин Рамадан был включен США в список наиболее разыскиваемых иракских лидеров, выполненном в виде колоды карт. Таха стоял под 20 номером в виде десятки бубен. Он был арестован бойцами Патриотического союза Курдистана (ПСК) 18 августа 2003 года в Мосуле и передан коалиционным силам. По сообщению катарского телеканала «Аль-Джазира», Таха был одет в крестьянскую одежду и маскировался под простого местного жителя, живя в Мосуле с группой своих родственников и сподвижников.

## Трибунал
1 июля 2004 года Таха и 11 иракских чиновников были переданы временному правительству Ирака и предстали перед Специальным иракским трибуналом. 
19 октября 2005 года начался процесс по делу Эд-Дуджейль и 5 ноября 2006 года суд приговорил его к пожизненному заключению. Однако 26 декабря апелляционный суд рекомендовал пересмотреть приговор и назначить смертную казнь. Суд направил его дело на обратное рассмотрение, заявив, что приговор был слишком мягким и не соответствует масштабам преступления. 12 февраля 2007 года он был приговорён к смертной казни через повешение.

## Казнь
20 марта 2007 г., в четвертую годовщину начала иракской войны, в 3 часа ночи по Багдаду в бывшей штаб-квартире военной разведки Ирака, в присутствии представителей правительства, судьи, врача и адвоката, Таха Ясин Рамадан был казнён. Таха стал четвёртым казнённым иракским политиком, после Саддама Хусейна, Барзана Ибрагима аль-Тикрити и Аввада Хамида аль-Бандара, однако на этот раз казнь не снималась на видео. Перед повешеньем был измерен вес Тахи и выбрана соответствующая длина веревки, чтобы не повторился инцидент, который произошёл с Барзаном ат-Тикрити, когда его голова оторвалась от туловища. Экс — вице-президента Ирака похоронили в той же деревне Аль-Ауджа в саду, окружающий мавзолей, рядом с двумя другими членами партии «Баас».